# Casa del Terme (Sant Pere de Ribes)
La Casa del Terme és una obra de Sant Pere de Ribes (Garraf) protegida com a Bé Cultural d'Interès Local.

## Descripció
Casa situada al nucli de Sota-ribes, a peu del torrent de l'Espluga. És un edifici aïllat de planta rectangular i una sola crugia. Consta de planta baixa i pis i té la coberta a dues vessants amb el carener paral·lel a la façana. S'hi accedeix per un portal d'arc de mig punt adovellat que es troba elevat respecte el nivell del torrent. Per salvar aquest desnivell, en la darrera reforma s'hi va construir una rampa i unes escales. Sobre el portal hi ha una petita finestra d'arc pla arrebossat amb l'ampit motllurat. La façana es troba reforçada amb un contrafort situat al costat del portal. L'edifici presenta poques obertures, totes elles d'arc pla arrebossat de reduïdes dimensions. La façana posterior té la base atalussada. El ràfec està acabat amb una imbricació de rajols i teules ceràmiques. L'acabat exterior és arrebossat de color terrós, excepte la base de pedra vista que ha estat repicada en la darrera restauració.

## Història
L'antic edifici del comú de Ribes està documentat des del segle xv. La Universitat del Terme s'hi va allotjà fins al segle xix, quan va traslladar-se a la Casa de la Vila. Després va acollir l'escola del municipi. Des de finals del segle XX s'utilitza com a centre d'informació. L'any 2007 va ser restaurat i el seu entorn es va arranjar per facilitar l'accés dels visitants.